# Maria Pasolini Ponti
Maria Pasolini Ponti (Gallarate, 27 luglio 1856 – Roma, 7 gennaio 1938) è stata un'educatrice, storica e pubblicista italiana.

## Biografia
Maria Ponti nacque nell'omonima famiglia di industriali lombardi attiva nella produzione del cotone. Era figlia di Andrea Ponti e Virginia Pigna, e sorella di Ettore Ponti, sindaco di Milano.
Studiò all'Istituto femminile fiorentino di Poggio Imperiale e sposò il conte Pier Desiderio Pasolini, esponente della famiglia aristocratica Pasolini dall'Onda e possidente di ingenti proprietà in Romagna, nonché figlio di Giuseppe Pasolini, senatore del Regno d'Italia, con cui diede alla luce i figli Pasolino e Guido.
Rendendosi conto delle misere condizioni in cui versava la classe dei braccianti agricoli, di cui parla ampiamente nella sua Monografia di alcuni operai braccianti nel comune di Ravenna, sentì il dovere di elevarne lo status economico: nel 1883 fondò a Coccolia una scuola professionale di ricamo per giovani donne. Queste ultime venivano pagate a cottimo, il ché concedeva loro più autonomia rispetto al pagamento a giornata. All'Esposizione di Chicago del 1893 fu presentata una mostra di merletti, sia prodotti nella scuola di Coccolia che di altri produttori, con l'intento di vendere i prodotti italiani direttamente ai consumatori statunitensi, eludendo quindi l'intermediazione dei commercianti francesi e aumentando il profitto dei lavoratori.
Nel 1883 i Pasolini si trasferirono a Roma, in seguito alla nomina di Pier Desiderio a senatore. Attenta alle condizioni delle donne lavoratrici del suo tempo, nel 1903 Maria Pasolini Ponti promosse le Industrie Femminili Italiane, un consorzio che avrebbe raccordato tutte le cooperative e le imprese femminili italiane ai fini di combattere lo sfruttamento della manodopera da parte degli intermediari e di migliorare le condizioni economiche delle lavoratrici. Si prodigò nell'istituire dei comitati regionali e locali, e fu in stretto contatto con le operaie, per le quali provvide ad un'istruzione professionale nel campo dell'industria tessile.
Sulla scia delle allora nascenti biblioteche popolari atte a soddisfare i bisogni delle classi lavoratrici, fondò nel 1897 a Ravenna la Biblioteca Storica Andrea Ponti, una libreria circolante volta a favorire la diffusione e la consultazione delle opere di vario genere. Un'analoga libreria fu fondata a Bergamo dalla sorella di Maria Pasolini Ponti, la contessa Antonia Suardi Gianforte. Sua fu l'idea dei Cataloghi ragionati a serie fissa, un sistema che suggeriva i libri da leggere per primi seguendo un ordine logico.
Fervente femminista, fece parte della Federazione romana delle opere di attività femminile, tramite la quale istituì una "Biblioteca delle donne" e una sala di lettura. Nel 1906 firmò una petizione a favore del suffragio femminile, e nel 1908 partecipò al primo Congresso Nazionale Femminile e fece parte dell'Associazione per la Donna e dell'Unione femminile.
Componente di spicco dell'Associazione artistica fra i cultori di architettura a Roma, tra le prime associazioni italiane rivolte alla conservazione del patrimonio storico, artistico e naturalistico del Paese, raccolse un'imponente collezione di fotografie raffiguranti monumenti di architettura 'minore' a Roma e nel Lazio che erano in procinto di essere distrutti, documentandone così l'aspetto prima della loro scomparsa.
Donna di vasta cultura, ospitò per 25 anni uno dei salotti letterari più importanti di Roma, al quale erano soliti partecipare ambasciatori, ecclesiastici, archeologi e scienziati. Fu inoltre consocia della Società bibliografica italiana.

## Opere
- Una famiglia di mezzadri romagnoli nel comune di Ravenna., Bologna, Tip.Fava e Garagnani, 1891.
- Monografia di alcuni operai braccianti nel comune di Ravenna., Roma, Forzani e C., 1893.
- Il nostro bilancio. Osservazioni e commenti, E. Loescher, 1902.
- Ufficio dei comitati locali della Dante Alighieri. Proposte dell'Ufficio centrale della Società Dante Alighieri al XV congresso; relazione di Maria Pasolini, Imola, Galeati, 1904.
- Sul catalogo a soggetto per le biblioteche popolari, Tipografia Ravegnana, 1908.
- Il giardino italiano, Ermanno Loescher, 1915.
- Nota intorno ad una raccolta di fotografie di architettura minore in Italia, Tip. del Senato del dott. G. Bardi, 1921.
- Villa Mattei e i giardini a Roma, Danesi, 1925.
- Sommario della storia d'Italia. Con guida bibliografica, Paravia, 1928.